# Ewekcja
Ewekcja (łac. evectio – podniesienie) – duża nierówność w ruchu obiegowym Księżyca wokół Ziemi, związana z perturbacjami wywołanymi wpływem grawitacyjnym Słońca.
Ewekcja jest drugą pod względem wielkości nierównością w ruchu Księżyca w stosunku do jednostajnego ruchu kołowego (po okręgu), zaraz po równaniu środka znanym już przez Hipparchosa (II wiek p.n.e.). Została odkryta przez Ptolemeusza (II wiek n.e.) i uwzględniona (jednak niedokładnie) w jego modelu ruchu Księżyca w ramach teorii geocentrycznej.
W XVII wieku była badana przez angielskiego astronoma i duchownego Jeremiaha Horrocksa, natomiast francuski astronom Ismail Bouillaud (1605–1694) nadał jej współczesną nazwę.

## Opis zjawiska
Z powodu różnej odległości Słońca od Ziemi i od Księżyca przyciąganie grawitacyjne Słońca wywołuje różne przyśpieszenie tych dwóch ciał, zmienne w czasie obiegu Księżyca wokół Ziemi. W różnych częściach orbity Księżyca następuje przyśpieszenie lub zwolnienie prędkości jego ruchu. Powoduje to nierówność obiegu, zwaną wariacją – przyśpieszenie lub opóźnienie w długości ekliptycznej o  amplitudzie 39’. Odkrył ją arabski astronom Abu al-Wafa w X wieku n.e.
Dla orbity eliptycznej Księżyca następuje dodatkowy efekt nierówności ruchu w długości ekliptycznej, zwany ewekcją, związany ze zmianą położenia elipsy orbity Księżyca w stosunku do kierunku Ziemia–Słońce. Wskutek ruchu obiegowego układu Ziemia-Księżyc wokół Słońca, w ciągu miesiąca anomalistycznego Księżyc nie wraca do poprzedniego położenia w układzie Ziemia-Słońce. (Oś elipsy jego orbity obraca się znacznie wolniej, niż wynosi wartość prędkości kątowej obiegu Ziemi wokół Słońca.) Dlatego perturbacyjne oddziaływanie Słońca nie jest w symetryczny sposób wzajemnie znoszone w ciągu jednego obiegu, np. od perygeum do kolejnego perygeum, ponieważ w tym czasie zmienia się położenie Słońca względem orbity Księżyca. Związana z tą asymetrią część zaburzeń wprowadzona przez Słońce do układu Ziemia-Księżyc obserwowana jest jako cykliczne przyśpieszenie lub opóźnienie w długości ekliptycznej o amplitudzie 1° 16,4’, z okresem wynoszącym ok. 32 dni.